# Hydrellia itascae
Hydrellia itascae är en tvåvingeart som beskrevs av Deonier 1971. Hydrellia itascae ingår i släktet Hydrellia och familjen vattenflugor.
Artens utbredningsområde är Minnesota. Inga underarter finns listade i Catalogue of Life.